# Cabinet Beck III
Land de Rhénanie-Palatinat
Beck II Beck IV
Le cabinet Beck III (en allemand : Kabinett Beck III) est le gouvernement du Land de Rhénanie-Palatinat, entre le 18 mai 2001 et le 18 mai 2006, durant la quatorzième législature du Landtag.

## Composition

### Initiale (18 mai 2001)
- Les nouveaux ministres sont indiqués en gras, ceux ayant changé d'attributions en italique.

| Fonction                                                                                              | Titulaire | Titulaire                                                              | Parti |
| --- | --------- | ---------------------------------------------------------------------- | ----- |
| Ministre-président                                                                                    |           | Kurt Beck                                                              | SPD   |
| Vice-ministre-président Ministre de l'Économie, des Transports, de l'Agriculture et de la Viticulture |           | Hans-Artur Bauckhage                                                   | FDP   |
| Ministre de l'Intérieur et des Sports                                                                 |           | Walter Zuber jusqu'au 21/10/2005 Karl Peter Bruch                      | SPD   |
| Ministre des Finances                                                                                 |           | Gernot Mittler                                                         | SPD   |
| Ministre de la Justice                                                                                |           | Herbert Mertin                                                         | FDP   |
| Ministre du Travail, des Affaires sociales, de la Famille et de la Santé                              |           | Florian Gerster jusqu'au 28/02/2002 Malu Dreyer à partir du 15/03/2002 | SPD   |
| Ministre de l'Éducation, des Femmes et de la Jeunesse                                                 |           | Doris Ahnen                                                            | SPD   |
| Ministre de la Science, de la Formation professionnelle, de la Recherche et de la Culture             |           | Jürgen Zöllner                                                         | SPD   |
| Ministre de l'Environnement et des Forêts                                                             |           | Klaudia Martini jusqu'au 20/09/2001 Margit Conrad                      | SPD   |